# Menhir Danthine

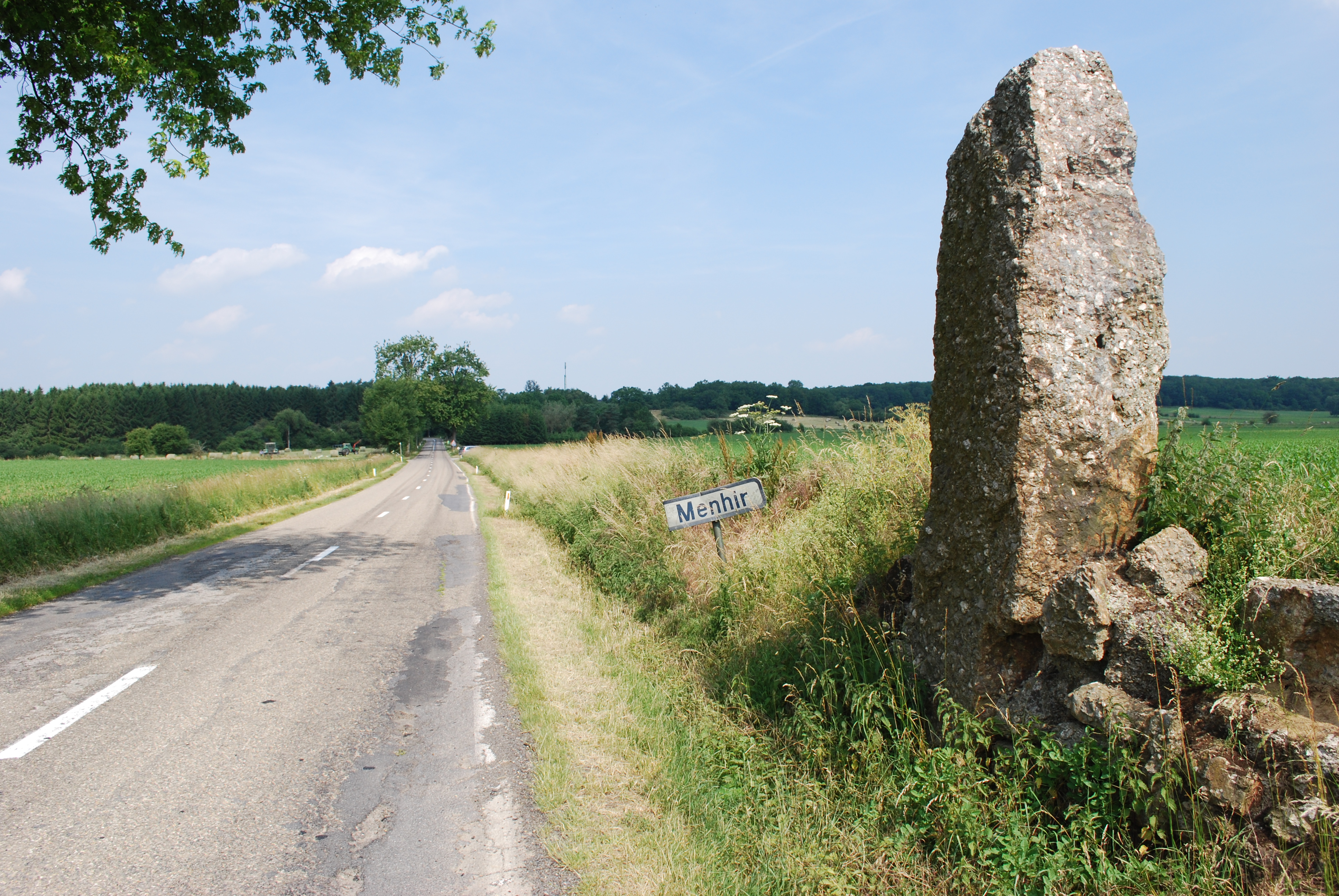
Menhir Danthine

De Menhir Danthine is een menhir bij Wéris in de gemeente Durbuy in de Belgische provincie Luxemburg. De menhirs staan op ongeveer een kilometer ten westen van het dorp aan de N841. In de omgeving ligt op een kilometer noordoostelijker de Dolmen van Wéris, op zo'n 400 meter zuidzuidwestelijker de Dolmen van Oppagne en in en rond de vallei waarin Wéris gelegen is bevinden zich nog een aantal andere menhirs. De verschillende megalieten in de omgeving zouden verschillende alignmenten met elkaar vormen die evenwijdig aan elkaar gelegen zijn.
De menhir staat aan de rand van de doorgaande weg van Érezée naar Barvaux en heeft een hoogte van bijna vier meter. De menhir wordt toegerekend aan het "Champ de la Longue Pierre" waar nog twee andere menhirs stonden.

## Geschiedenis
In 1948 heeft Hélène Danthine, hoogleraar in de archeologie aan de Universiteit van Luik, de steen ongeveer 130 meter verderop laten plaatsen om hem te behoeden voor vernieling.